# Douglas (otok Man)
Douglas ili Doolish je glavni grad teritorija pod imenom Otok Man.
Ima 25.347 stanovnika.